# Poienari
Poienari is een Roemeense gemeente in het district Neamț.
Poienari telt 1667 inwoners.